# Fátima Quintas
Maria de Fátima de Andrade Quintas (Recife, 28 de fevereiro de 1944) é uma antropóloga, contista, ensaísta e cronista brasileira.

## Vida
Concluiu o curso de Ciências sociais na Universidade Federal de Pernambuco e fez pós-graduação em Antropologia cultural no Instituto de Ciências Sociais e Política Ultramarina, Lisboa.

## Realizações
Apresentou o programa radiofônico "Quintas às quintas" na Rádio Universitária AM UFPE no período de julho de 2005 a julho de 2006.
Apresenta semanalmente suas crônicas no Jornal do Commercio (Recife).
Pesquisadora da Fundação Joaquim Nabuco.
Ocupa a cadeira 31 da Academia Pernambucana de Letras, onde foi empossada em 3 de abril de 2003. Exerceu sua presidência de 26 de janeiro de 2012 a 26 de janeiro de 2016.

## Escritos

### Autora
- Sexo e Marginalidade, 1987;
- Educação Sexual: um olhar adiante, 1992;[3]
- Cheirinhos de alecrim numa casa portuguesa, com certeza, 1995;[3]
- Mulheres oprimidas, mulheres vencidas, 1996;[3]
- De névoas e brumas, 1999;
- Prece confessional, 2002;
- Segredos da Velha Arca, 2003;[3]
- As melhores frases de "Casa Grande e Senzala", 2005
- A mulher e a família no final do século XX, 2005;
- A ilustre casa dos fantasmas, 2006;[3]
- A civilização do açúcar, 2007;
- Recife: Passeio à antiga, 2008;
- Sexo à moda patriarcal, 2008;[2][3]
- Assombrações e coisas do além, 2009[3];
- Joaquim Nabuco e Gilberto Freyre, face a face, 2013;
- Amaro Quintas, meu pai , (Cepe Editora, 214 páginas) 2014.[1][3]
- A Academia Pernambucana de Letras de portas abertas (Recife: Bagaço, 2016, 119p.)
- Rostand Paraíso (1930 - 2019) entrevistado por Fátima Quintas (Recife:Instituto de Estudos Humanitários Amaro Quintas, 2019, 28p.)
- Um passeio imaginário com Gilberto Freyre - Memória e tempos pretéritos (Recife:Paulo Camelo, 2019, 66p.) ISBN 978-85-923565-2-1
- Dicionário de expressões populares portuguesas (Recife: Paulo Camelo, 2020, 231 p.) ISBN 978-65-00-05265-7 [6]

### Organizadora
- Casa & família: o cotidiano feminino, 1989;
- O cotidiano em Gilberto Freyre, 1992;
- Mulher Negra: preconceito, sexualidade e imaginário, 1995;
- O negro: identidade e cidadania, 1995
- Manifesto regionalista, 1996